# Зорица
Зорица (лат. Anthocharis cardamines) врста је лептира из породице белаца (лат. Pieridae). Распрострањена је по целој Европи, средњој Азији све до Јапана.

## Изглед
Зорица има распон крила између 30 и 46 mm. Горње стране крила су претежно беле боје. Труп је длакав и сив. Мужјаци су препознатљиви по наранџастим врховима предњих крила какве има само још мала зорица. Предња крила су тамносиве боје. Доња страна задњих крила у оба пола су жућкастомаслинастозелене до тамнозеленомермерне.
- Anthocharis cardamines ♂
- Anthocharis cardamines ♂  △
- Anthocharis cardamines  ♀
- Anthocharis cardamines ♀ △

## Станишта
Ова врста лептира живи у шумовитим стаништима. Појављује се чим се временске прилике стабилизују, па се може сматрати весником пролећа. Често се среће на чистинама, рубовима шума, долинама, али и у урбаним и субрбаним подручјима, баштама и парковима.

## Размножавање
Јаја су у почетку беле, а након неколико дана наранџасте боје. Код ове врсте, чест је случај да у борби за храном једу једни друге. Из ових разлога женке приликом полагања јаја додељују биљци специјалну материју, која одбија друге женке. Ларва пролази кроз пет ступњева развоја. Зреле гусенице су у основи зеленог интегумента, међутим најуочљивији је прелаз између вентрума и дорзума, који је широк, бео и у регији субдорзума постепено прелази у зелену боју. Кратке сете које прекривају тело гусенице полазе са ситних, али папилозних, црних основа.  Само тело је благо спљоштено. Почетком лета се налази у чаури на биљци где је јаје положено, где се налази и до пролећа, када се развија у одраслог лептира. Некад прође и две године пре него што гусеница постане лептир.